# Холишкес
Холишкес (также holipches или huluptzes или prokes или gefilte kroit) — традиционное еврейское блюдо наподобие голубцов. Холишкес готовят из бланшированных капустных листьев с мясным (преимущественно говяжьим) фаршем внутри, тушёных в томатном соусе. Иногда в мясную начинку добавляют рис. Существует и сладкий вариант: с рисом, сухофруктами, лимонной цедрой. По кашруту, холишкес нельзя есть со сметаной, как это принято у славян, поскольку существует запрет на употребление мясных продуктов с молочными.
Хотя это блюдо едят круглый год, его обычно подают на Суккот, чтобы символизировать обильный урожай, и на Симхат Тора, потому что два голубца с начинкой, уложенные рядом, напоминают свитки Торы.

## История
Евреи в Российской империи и на северо-востоке Польши получили холишкес из блюда, которое готовили славяне, в то время как евреи в Венгрии и на Балканах научились этому у своих славянских и румынских соседей, скопировав блюдо сарма. Восточно-европейские евреи называли его golub («голубь»), потому что голубцы в соусе напоминали птицу в гнезде.
Обычно используется постная говядина. Приправа варьируется. Венгерские евреи используют немного майорана, сирийцы добавляют корицу, персы добавляют укроп и мяту. Для придания холишкес кисло-сладкого вкуса используется лимонный сок, яблочный уксус, клюквенный сок, квашеная капуста, кислая соль.
По словам историка Гила Маркса, популярность блюда была во многом обусловлена сезонной дешевизной капусты во время Суккота. Поскольку мясо было дорогим, для увеличения объёма мяса добавляли рис. Восточноевропейские евреи добавляли хлеб, ячмень или кашу..